# Intensité acoustique
Pour les articles homonymes, voir Intensité.
L’intensité acoustique est la puissance transportée par les ondes sonores, par unité de surface, mesurée perpendiculairement à la direction de ce transfert.  Comme les sons se propagent dans un espace à trois dimensions, certains auteurs (Fahy 1995) construisent l'intensité acoustique en un point de l'espace comme un vecteur dont les composantes sont l'intensité acoustique scalaire, définie comme précédemment, mesurée dans la direction de chacun des axes d'un repère.
Elle s’exprime en watts par mètre carré (W/m2 ou W m−2).
L'intensité acoustique est une grandeur essentielle pour la description des espaces sonores. S'il n'y a pas d'intensité acoustique, il n'y a pas de transfert d'énergie d'un endroit à un autre, donc pas de signal sonore. Mais ce n'est pas une quantité directement accessible à la sensation ni à la mesure : la sensation dépend uniquement de la pression acoustique. Une intensité acoustique correspond nécessairement à un son, mais un son intense, avec une forte pression acoustique, peut avoir une intensité faible s'il correspond en grande partie à une onde stationnaire causée par une résonance.
La mesure de l'intensité acoustique est indirecte. Des appareils comprenant au moins soit deux transducteurs de pression acoustique soit un transducteur de pression acoustique et un transducteur de vitesse acoustique effectuent automatiquement les calculs nécessaires à l'évaluation de l'intensité acoustique dans un espace.

## Présentation de la grandeur physique

### Usage de l'intensité acoustique
L'acoustique, dans sa définition d'origine, a pour objet l'étude des sons perçus par les humains. La grandeur physique la plus en rapport avec cette perception est la pression acoustique.
Pour décrire utilement l'espace sonore il faut donner, pour chaque point et à chaque instant, non seulement la pression acoustique, mais aussi la vitesse des petits volumes d'air qui, en vibrant, constituent le son.
Le concept d'intensité acoustique s'est progressivement précisé, au cours de l'histoire de la discipline, d'un sens général lié à la perception des sons (la sonie) en une description de la transmission de l'énergie mécanique par les ondes sonores.

### Études acoustiques
On utilise l'intensité acoustique dans les cas suivants :
- dans l'acoustique architecturale, quand il s'agit de faire entendre certains sons à une audience, et d'éviter d'en transmettre d'autres ;
- dans l'acoustique environnementale, quand il s'agit de déterminer les sources de bruit et de contrôler la diffusion des nuisances sonores ;
- dans les industries automobile et aéronautique, pour la réduction du bruit à l'intérieur et à l'extérieur des moyens de transport ;
- en acoustique musicale lorsqu'on étudie la genèse des sons des instruments ;
- en exploration des milieux par le sonar et l'échographie, tant industrielle que médicale.

### Transfert d'énergie sonore
L'action du son sur notre ouïe exige une certaine puissance.
L'intensité acoustique, quand on la définit de cette manière, relie l'acoustique aux autres sciences par l'application d'un principe général: le premier principe de la thermodynamique, qui prévoit la conservation de l'énergie.
L'onde sonore transporte une puissance, qui peut connaître des pertes par transformation en chaleur, mais pas d'accroissement. Dans la plupart des cas les pertes sont assez faibles, c'est pourquoi la propagation du son peut être décrite simplement lorsque l'on s'intéresse à des distances limitées. Pour les ultrasons qui sont capables de se propager à de très longues distances (plusieurs milliers de kilomètres) la viscosité et le transfert de chaleur jouent un rôle. Par ailleurs des signaux générés par des sources puissantes (par exemple le bang supersonique) comportent des discontinuités également source d'un amortissement.
Toute la puissance sonore mesurée en un point a une origine (actuelle ou passée) dans un flux d'énergie provenant d'une ou plusieurs directions repérables. L'intensité acoustique mesure le flux résultant de ces transferts. Toutefois, la transmission du son pouvant donner lieu à des phénomènes de réfraction et de réflexion, le repérage d'une source peut être difficile.

## L'énergie sonore

### Énergie d'une vibration sonore
En physique, la puissance se définit comme la quantité d'énergie par unité de temps fournie par un système. En mécanique, elle est le produit de l'application d'une force par la vitesse du déplacement de l'objet auquel elle s'applique. En acoustique, cette force créée par l'onde sonore s'applique à une unité de surface du front sonore, dont on peut réduire arbitrairement la taille pour décrire un endroit précis du champ sonore.
Le son est une vibration de l'air. Comme l'air est compressible, cette vibration est à la fois un déplacement et une compression alternatifs. Dans une direction donnée, le sens de propagation permet de définir un « avant » et un « arrière ». L'air se déplace (très faiblement) vers l'« avant » : il comprime la zone qui se trouve dans cette direction. Puis il revient vers sa position médiane et la dépasse vers l'« arrière », créant, pour la zone qui se trouve de l'autre côté, une dépression. Cette vibration est progressive : le petit déplacement local du milieu autour d'une position se transmet à la zone voisine, à la vitesse du son, jusqu'à de grandes distances. La variation de pression est généralement continue mais certains phénomènes énergétiques comme le bang supersonique entraînent la formation de discontinuités (onde en N).
La différence entre la pression instantanée  {\displaystyle p({\vec {x}},t)}  et la pression du milieu en l'absence d'onde, constante ou non,  {\displaystyle p_{0}}  s'appelle la pression acoustique , elle peut donc être négative. Elle s'exprime en pascals (ou newtons par mètre carré), de symbole Pa (ou N m−2). Elle varie selon la position {\displaystyle {\vec {x}}} de l'espace et selon le temps {\displaystyle t}, aussi la note-t-on  {\displaystyle p_{a}({\vec {x}},t)} . Le déplacement, caractérisé par la vitesse acoustique  {\displaystyle {\vec {v}}_{a}({\vec {x}},t)}, différence entre la vitesse et la vitesse éventuelle du milieu en l'absence d'onde. Cette vitesse dépend de l'élasticité et de la masse volumique du milieu. Le produit des deux est l'intensité acoustique instantanée de l'onde sonore, toujours par unité de surface :
{\displaystyle {\vec {I}}({\vec {x}},t)=p_{a}({\vec {x}},t)\,{\vec {v}}_{a}({\vec {x}},t)}
Produit d'un vecteur (la vitesse) par un scalaire (la pression), cette grandeur est un vecteur ; elle possède une norme, un sens et une direction. Par analogie avec l'optique on parle de vecteur de Poynting acoustique.

### Définition de l'intensité acoustique moyenne
L'intensité acoustique moyenne en un point, dans la fenêtre de temps  {\displaystyle (t_{1},t_{2})}  est la moyenne dans le temps de l'intensité acoustique instantanée :
{\displaystyle {\vec {I}}_{m}({\vec {x}})=\langle {\vec {I}}({\vec {x}},t)\rangle ={\frac {1}{t_{2}-t_{1}}}\int _{t_{1}}^{t_{2}}p_{a}\,{\vec {v}}_{a}\,\mathrm {d} t.}
Pour un signal périodique la durée de la fenêtre sera évidemment la période. Dans le cas générale le choix relève des méthodes utilisées pour le traitement du signal.
Pression et vitesse acoustiques ne sont pas des variables indépendantes : elles sont reliées par les lois de la mécanique des fluides que l'on simplifie pour obtenir les équations de l'acoustique.

### Transfert d'énergie associé à une onde plane
Pour comprendre le son, les acousticiens s'attachent à étudier le transfert de cette énergie. Ils forment l'hypothèse que dans les conditions ordinaires, les phénomènes sonores sont linéaires, et que donc le principe de superposition permet de les étudier un par un.
On va donc considérer pour commencer une onde plane obtenue par variation sinusoïdale du volume dans laquelle elle est contenue. La variation de la pression acoustique est elle-même sinusoïdale :
{\displaystyle p_{a}=-p_{a_{max}}\sin {(\omega t-kx)}}
où  {\displaystyle \omega }  est la pulsation et  {\displaystyle k}  le vecteur d'onde.
L'écoulement induit, supposé isentropique, est tel que le module de la vitesse, lui-même sinusoïdal vaut :
{\displaystyle v_{a}={\frac {p_{a}}{\rho _{0}c_{0}}}}
On en déduit l'intensité acoustique moyenne sur une période, proportionnelle au carré de la pression maximale :
{\displaystyle I_{m}={\frac {p_{a_{max}}^{2}}{2\rho _{0}c_{0}}}}
Cette expression n'est pas vraie en général. L'intensité moyenne pour un signal de durée  {\displaystyle \tau }  vaut :
{\displaystyle I_{m}={\frac {1}{\tau }}\int _{0}^{\tau }p_{a}v_{a}\,\mathrm {d} t}
Pour un signal quelconque correspondant à une compression / détente isentropique  {\displaystyle p_{a}(t)}  l'expression  {\displaystyle v_{a}={\frac {p_{a}}{\rho _{0}c_{0}}}}  reste vraie et l'intensité moyenne s'écrit :
{\displaystyle I_{m}={\frac {1}{\rho _{0}c_{0}\tau }}\int _{0}^{\tau }p_{a}^{2}\mathrm {d} t}
Si on définit une valeur efficace de la pression acoustique par :
{\displaystyle p_{eff}^{2}={\frac {1}{\tau }}\int _{o}^{\tau }p_{a}^{2}\mathrm {d} t}
Alors l'intensité moyenne devient :
{\displaystyle I_{m}={\frac {p_{eff}^{2}}{\rho _{0}c_{0}}}}
Dans le cas de d'une onde discontinue comme l'onde en N le saut de pression constitue un mécanisme dispersif et l'intensité varie avec la propagation.

## Flux d'intensité acoustique

### Définition
Le flux de l'intensité acoustique instantanée à travers une surface S donnée correspond à l'énergie acoustique E transférée à travers cette surface, à l'instant considéré :
{\displaystyle E=\int _{S}{\vec {I}}\cdot {\overrightarrow {\mathrm {d} S}}}
En particulier, le flux d'intensité acoustique sortant d'une surface fermée entourant une source correspond à l'énergie acoustique produite par cette source.
L'énergie sonore transférée à travers cette même surface est la moyenne temporelle de l'énergie acoustique instantanée. Il faut prendre garde sur ce point que la moyenne du flux de l'intensité acoustique (énergie transmise) n'est pas égale au flux de la moyenne, parce que les contributions instantanées des différents points de la surface peuvent aller en sens opposé. L'égalité n'est vérifiée que si la surface est en tout point perpendiculaire à la direction de l'intensité acoustique.

### Diminution géométrique de l'intensité acoustique

Schéma de flux.

L'intensité acoustique représente le transfert de puissance sonore que réalise une onde sonore. On a supposé que les pertes étaient négligeables ; par conséquent, l'onde transmet la puissance acoustique totale de la source émise dans l'angle solide considéré. Au fur et à mesure que l'onde s'éloigne de la source, cette puissance totale se répartit sur une aire croissante.
Quand la distance double, cette surface quadruple. L'intensité acoustique se divise donc par quatre, en champ libre, quand la distance à la source se multiplie par deux. Le niveau d'intensité acoustique diminue de 6 dB (décibels).
De ce fait, l'intensité acoustique varie comme l'inverse du carré de la distance à la source sonore considérée :
{\displaystyle {\vec {I}}_{m}({\vec {r}})\propto {{\vec {r}} \over r^{3}}}
Dans ces conditions de champ libre, l'intensité acoustique est proportionnelle au carré de la pression acoustique. Quand la distance à la source se multiplie par deux, la pression se divise par deux (et l'intensité acoustique, proportionnelle au carré de la pression, se divise par quatre, comme nous l'avons indiqué). Le niveau de pression acoustique diminue de 6 dB.

### Filtrage directionnel du flux

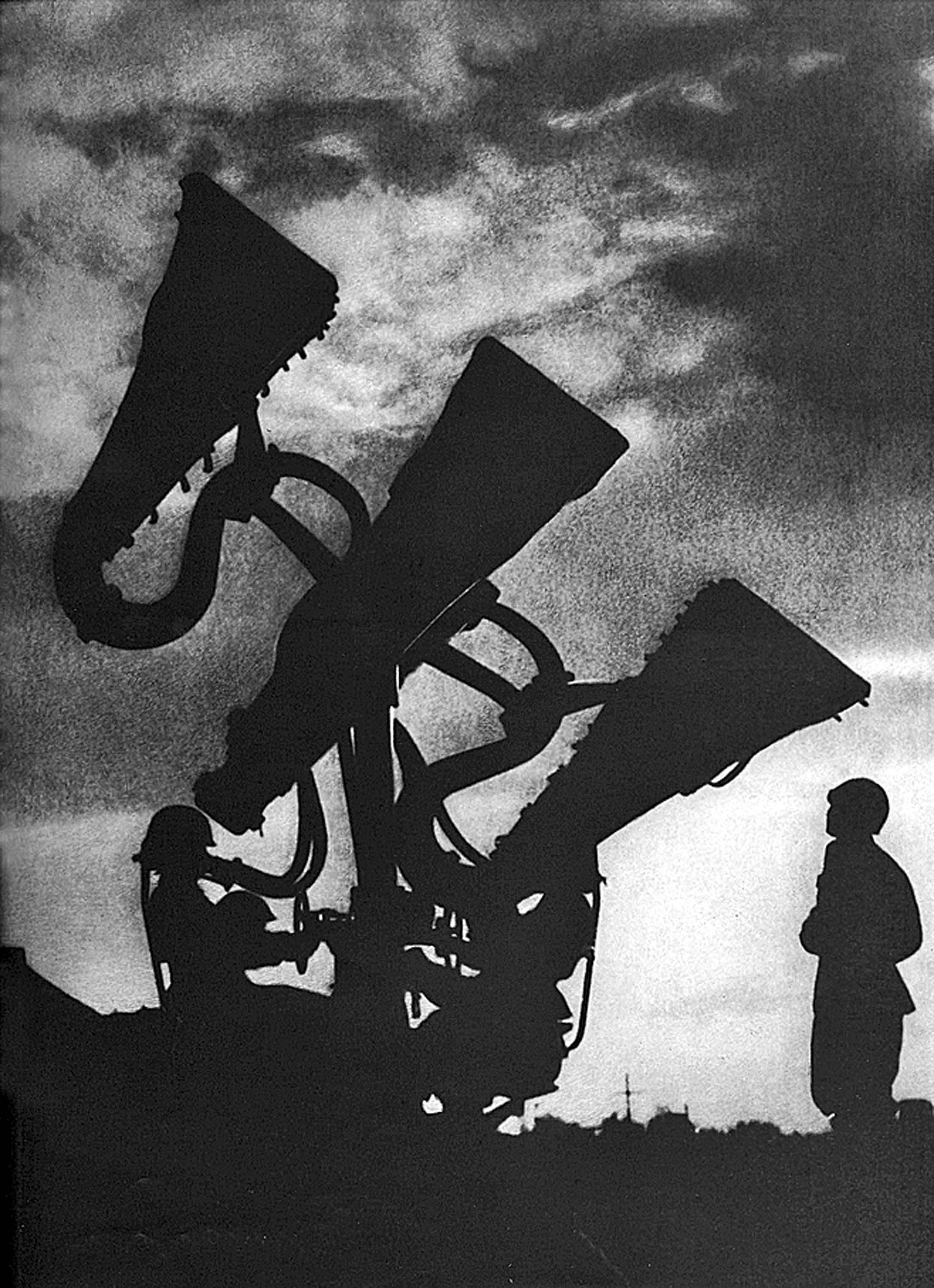
La localisation de l'origine d'un son passe par le flux d'intensité acoustique traversant une surface importante.
Photo Vladimir Granovskiy

Le flux d'intensité acoustique passant à travers une surface orientée importante subit un filtrage directionnel, d'autant plus important que la fréquence est grande. En effet, la puissance transmise à travers un cornet acoustique ou un pavillon acoustique correspond au flux d'énergie sonore passant à travers la surface d'entrée du système :
{\displaystyle \Phi _{S}=\iint _{S}\langle {\vec {I}}\rangle \cdot {\overrightarrow {\mathrm {d} S}}={\frac {1}{\tau }}\int _{0}^{\tau }\iint _{S}p_{a}\,{\vec {v}}_{a}\cdot {\overrightarrow {\mathrm {d} S}}\mathrm {d} t}
Pour les basses fréquences dont la longueur d'onde est significativement plus grande que l'entrée du système, la valeur du produit  {\displaystyle p_{a}{\vec {v}}_{a}}  est sensiblement constante sur toute la surface du pavillon à un instant t donné. À ces basses fréquences, l'intégrale est alors simplement :
{\displaystyle \Phi _{S}={\vec {I}}_{m}.{\vec {S}}=I_{m}\,S\,\cos \theta }
C'est-à-dire que l'énergie sonore récupérée par le pavillon à basse fréquence dépend simplement de la surface offerte par le pavillon au front d'onde.
Si en revanche on s'intéresse aux fréquences dont la longueur d'onde est significativement plus petite que le diamètre du pavillon, la puissance entrant dans le pavillon à un instant t sera la somme intégrale des intensités acoustiques élémentaires prise sur toute l'étendue de cette surface. La situation est alors très différente suivant que le pavillon est ou non orienté vers la source sonore.
Dans le cas où le vecteur d'intensité acoustique et le vecteur décrivant la surface sont colinéaires, c'est-à-dire si l'ouverture du pavillon est dirigée dans la direction du front d'onde, {\displaystyle \cos \theta =1}, l'intensité acoustique instantanée sera sensiblement constante sur toute l'étendue du pavillon, et la puissance acceptée par le pavillon sera alors :
{\displaystyle \Phi _{S}=I_{m}\,S}
Si au contraire le pavillon fait un angle par rapport au front d'onde, il verra en entrée un mélange de vitesses positives et négatives, d'autant plus déphasées que l'angle {\displaystyle \theta } sera important. L'intégrale de ce signal désynchronisé sera alors pratiquement nulle par rapport au signal reçu de front.
Autrement dit, si l'on trace le diagramme de rayonnement reflétant la transmission de l'énergie pour une fréquence élevée donnée, celui-ci présentera un lobe central important, et des lobes secondaires très rapidement décroissants, la sélectivité angulaire du pavillon étant de l'ordre de la longueur d'onde sonore divisée par le diamètre du pavillon.

### Conduit acoustique

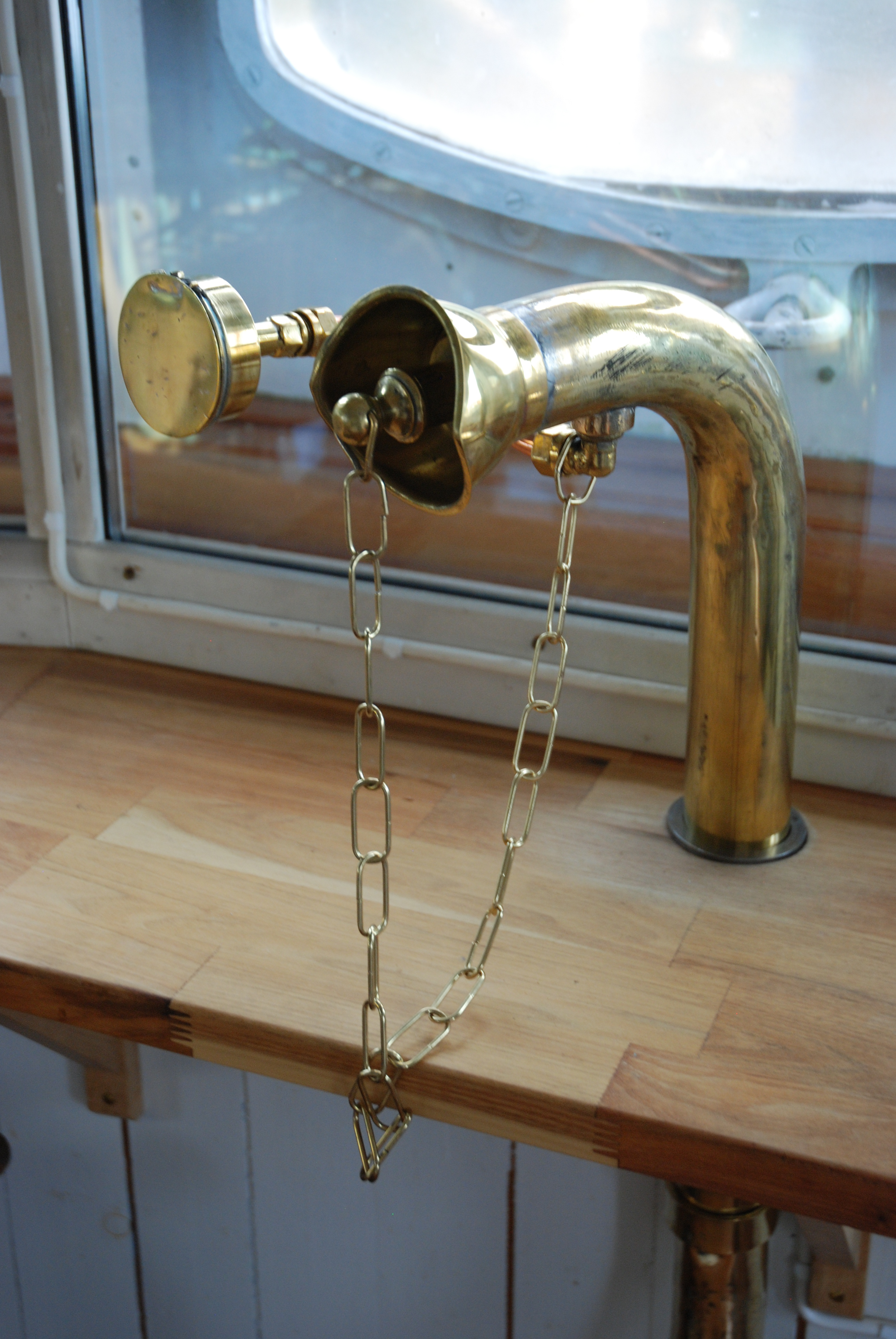
Conduit acoustique, transmetteur d'ordres sur un navire (complet avec le bouchon et le sifflet d'appel)

Lorsque les ondes sonores sont guidées par un tuyau rigide, l'énergie sonore injectée à l'une des extrémités du tuyau ne peut pas se disperser, et se retrouve à l'autre extrémité concentrée sur une surface identique.
Ce phénomène est utilisé dans les conduits acoustiques, pour transmettre des ordres à distance (type Chadburn), comme sur un navire dans un environnement bruyant.
C'est également ce phénomène qui est utilisé dans le pavillon acoustique pour transformer l'impédance acoustique entre la haute impédance de la membrane source et la basse impédance de l'air, en conservant constante l'énergie sonore transmise par le cornet.

### Comparaison avec les flux lumineux
L'intensité acoustique occupe, en mesure acoustique, une fonction assez analogue à celle de la densité de flux en optique ou l'éclairement en photométrie : c'est l'énergie qui frappe une surface de référence.
Toutefois, en optique, cet éclairement peut ensuite être analysé suivant sa distribution angulaire, ce qui définit la luminance. En acoustique, en revanche, l'intensité acoustique se limite à un vecteur unique, dont la direction est définie puisqu'il s'agit d'une densité de flux.
Pour une onde sonore, les longueurs d'onde étudiées sont généralement d'un ordre de grandeurs très supérieur à la taille des éléments de surface que l'on peut raisonnablement utiliser. L'intensité acoustique doit alors s'analyser comme un simple champ vectoriel. Mais inversement, les vitesses des déplacements sonores arrivant sur une surface sont corrélées, et c'est leur interférence dans un flux à travers une surface d'entrée qui peut redonner une information sur la direction d'origine de la source sonore.

## Étude des environnements sonores complexes

### Orientation
Si une paroi crée une perturbation, ou bien à proximité d'une source sonore, la pression et la vitesse ne varient pas ensemble. L'hypothèse de la linéarité permet de décomposer, suivant le théorème de Fourier, l'onde sonore en ondes élémentaires, sinusoïdales, dont les effets s'ajouteront par l'application du principe de superposition. Pour chacune de ces ondes élémentaires, on peut appliquer à nouveau le même principe, et les décomposer en une onde où la vitesse et la pression varient ensemble, et une onde où la vitesse et la pression varient en quadrature de phase, c'est-à-dire que lorsque la vitesse est nulle, la pression acoustique est maximale. La première est identique à une onde en champ libre. Pour le cas où la vitesse et la pression sont en quadrature de phase, la moyenne, sur une période complète, est nulle.
L'intensité acoustique représente uniquement les variations de pression et de vitesse en phase. Celles-ci correspondent à un transfert d'énergie dans le sens de propagation. L'autre partie correspond à des ondes stationnaires, dans lesquelles l'énergie transmise dans un sens est égal à celle transmise dans l'autre sens.
La décomposition des ondes sonores en une somme de sinusoïdes de fréquences et de phases différentes permet aussi l'étude de la réponse des systèmes à des signaux, supposés continus, de fréquence variable. On définit ainsi une intensité acoustique complexe, fonction de la fréquence. La partie réelle de cette grandeur complexe est l'intensité acoustique définie précédemment ; la partie imaginaire est la composante réactive, avec la vitesse et la pression en quadrature de phase.

### Pression et intensité acoustiques
Pour une onde sonore plane, comme on peut en observer dans un tuyau dont le diamètre est inférieur à la demi-longueur d'onde de la vibration sonore, la pression et la vitesse acoustiques varient ensemble. La pression est une force par unité de surface, qui s'exerce sur une masse, celle de l'élément voisin, et lui imprime une accélération, c'est-à-dire une variation de vitesse, selon les lois de la mécanique. La pression et la vitesse acoustiques sont ainsi liées par les équations de l'acoustique, et, dans ces conditions, l'intensité acoustique moyenne d'un signal est reliée à la pression acoustique efficace en un point par la relation :
- {\displaystyle p_{eff}} est la pression acoustique efficace (Pa), en kg⋅m−1⋅s−2 ;
- {\displaystyle \rho _{0}} est la masse volumique de l'air, en kg⋅m−3 : (1,2 kg m−3 aux conditions normales de température, d'humidité et de pression atmosphérique) ;
- {\displaystyle c_{0}} est la vitesse du son, en m⋅s−1 : 340 m/s dans les mêmes conditions[1].

Dans ces conditions, l'intensité (en kg⋅s−3) est à peu près égale, à cette condition près, à  {\displaystyle p_{a_{max}}^{2}/400}.
En champ libre, les ondes ne sont pas planes, mais sphériques, et la pression et la vitesse ne varient pas exactement ensemble. Cependant, plus la sphère grandit, et plus l'onde ressemble à une onde plane. Les calculs avec des ondes sinusoïdales montrent que lorsque la distance à la source est supérieure ou égale à la longueur d'onde, on peut assimiler l'onde sphérique à une onde plane .
On considère une source émettant des sons d'une fréquence supérieure à 100 Hz.
1. La longueur d'onde se calcule en divisant la vitesse du son (en m/s) par la fréquence (Hz = 1/s) ;
2. Les fréquences supérieures à 100 Hz ont des longueurs d'onde inférieures à celles de cette fréquence, donc la longueur d'onde à  100 Hz est la limite à partir de laquelle on peut assimiler l'onde sphérique à une onde plane ;
3. La longueur d'onde à 100 Hz est 340/100 soit 3,4 m.

Au delà de trois mètres cinquante, on pourra considérer que l'onde se comporte comme une onde plane.
On choisit ici la commodité de ces approximations, au détriment de la précision des calculs.
Ces calculs concernent une seule onde sonore progressive. Dans un champ diffus, comme dans le cas du son réverbéré dans un local, le rapport entre pression acoustique et intensité acoustique est entièrement différent. Dans cette situation, une quantité d'ondes allant dans toutes les directions se superposent aux ondes principales. Ces ondes, en s'ajoutant, contribuent à la pression acoustique, mais elles transfèrent l'énergie dans tous les sens, ce qui fait qu'en moyenne, leurs intensité acoustiques instantanées s'annulent. Dans les cas où il existe des ondes stationnaires, ce qui correspond aux situations, en acoustique architecturale, où on trouve des vibrations modales dans une salle, on trouve des pressions acoustiques qui ne correspondent à aucune intensité acoustique.

## Mesure de l'intensité acoustique

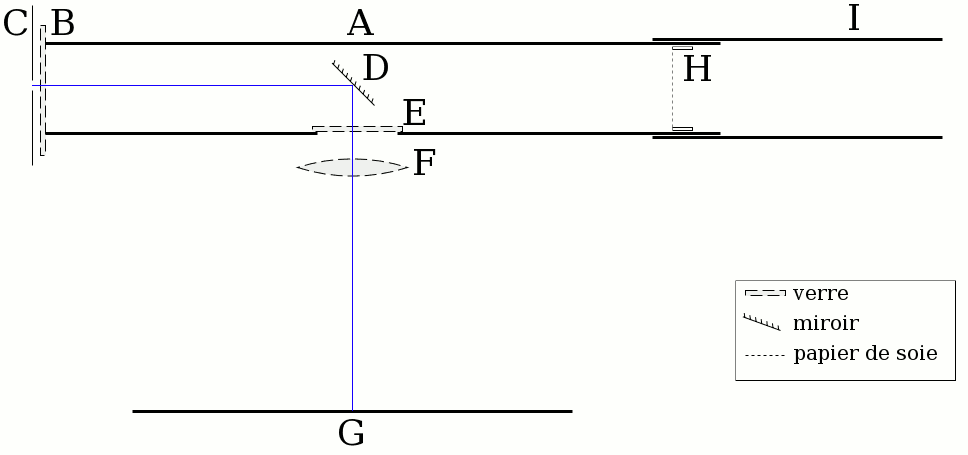
Schéma du disque de Rayleigh.
A. Tube de bronze fermé par la glace B obscurcie par la plaque C traversée par une fente illuminée par une lampe. D. miroir mobile suspendu par un fil de soie, rappelé à sa position par des petits aimants; c'est le disque sensible au mouvement acoustique de l'air. E. Fenêtre en verre. F. Lentile de projection de la ligne lumineuse sur l'écran G. H. lentille de papier de soie protégeant le miroir des courants d'air. I. portion de tube coulissant pour l'accord en fréquence.

Pour calculer l'intensité acoustique en un point donné, il faut déterminer la pression et la vitesse acoustiques.
Un des premiers dispositifs capables de mesurer l'intensité sonore (le terme avait à l'époque un sens général), le disque de Rayleigh (1880), se fondait sur l'effet du déplacement de l'air sur un disque suspendu dans le flux sonore. Mais le disque de Rayleigh ayant une déviation proportionnelle au carré de la vitesse acoustique, il ne peut servir pour le calcul de l'intensité acoustique, telle qu'elle est aujourd'hui définie, avec un sens en plus de sa direction. D'ingénieux dispositifs de laboratoire ont permis d'évaluer le déplacement et la vitesse des particules, mais ceux-ci étaient loin de pouvoir fournir une mesure dans un espace quelconque.
Les microphones capteurs de pression à condensateur, inventés en 1917, permettent de mesurer la pression acoustique sur une membrane. La vitesse acoustique est plus difficilement accessible : la vibration sonore déplace l'air d'au plus quelques microns (Martin 2007, p. 66). Le microphone à ruban, développé dans les années 1930 pour la radio et le cinéma, est un transducteur de gradient de pression, sensible à la direction de l'onde sonore, mais sa réponse en fréquence et sa directivité en font un médiocre instrument de mesure. Ce n'est que dans les années 1980 que des chercheurs hollandais ont développé des dispositifs micrométriques qui permettent de mesurer la vitesse. La méthode la plus courante, développée à la fin des années 1970, quand les progrès de l'électronique à transistors ont permis à des appareils portable d'effectuer les calculs nécessaires, utilise des microphones capteurs de pression pour mesurer la pression acoustique en deux points ou plus, et à calculer à partir de la différence entre ces points (le gradient de pression) la valeur de la vitesse acoustique et celle de l'intensité acoustique.
Les appareils, le plus souvent, affichent l'intensité acoustique (positive ou négative) selon l'axe de leur sonde de mesure. En pratique, on oriente la sonde afin d'obtenir l'intensité maximale pour trouver la direction du vecteur intensité.

### Intensité acoustique et gradient de pression
Si on se représente le milieu qui transmet l'onde sonore comme une suite de ressorts possédant une masse, on peut appliquer à celles-ci les équations de Newton. Selon la seconde équation, l'accélération (c'est-à-dire la variation de vitesse) est égale au quotient de la force par la masse. Dans une portion d'air prise dans une onde sonore, dont la masse est égale à la densité de l'air multipliée par son (très petit) volume, la force appliquée résulte de la différence entre la pression du côté de l'origine de l'onde, multipliée par la surface de la particule de ce côté, et la grandeur homologue du côté opposé.
Avec deux mesures de pression suffisamment proches l'une de l'autre, le quotient de leur différence par la distance entre les deux points de mesure est égal au gradient de pression, dont le quotient par la masse en jeu est égal à l'accélération. On dispose donc d'une mesure de l'accélération. L'accélération étant la dérivée de la vitesse, en procédant à l'intégration de l'accélération, on obtient la vitesse. Pour obtenir l'intensité, il faut encore multiplier celle-ci par la pression, que l'on obtient en effectuant la moyenne entre les deux capteurs.
Résumée ainsi à gros traits, l'opération paraît simple ; les équations qui la déterminent ont été établies au XVIIIe siècle par Euler. La réalisation pratique d'un appareil de mesure, cependant, présente des difficultés, notamment en raison de la nécessité de filtrer les signaux acoustiques pour pouvoir effectuer l'intégration.

### Exploration du gradient de pression
Les sondes d'intensité acoustique les plus courantes consistent en deux capteurs de pression disposés face à face, séparés par une entretoise. La distance entre les deux capteurs dépend de la gamme de fréquence qu'il s'agit d'explorer. Ces sondes sont reliées à un appareil qui calcule l'intensité acoustique.
Pour déterminer la direction de l'intensité acoustique, on peut soit rechercher le nul (comme en radiogionométrie), soit rechercher le maximum (ce qui permet d'effectuer la mesure directement) (Brüel & Kjaer 1993, p. 19).
Des normes déterminent l'usage de ces sondes quand il s'agit de calculer la puissance d'émission sonore totale d'un appareil et ses caractéristiques en fonction de la direction.
Avec des capteurs supplémentaires, on peut réaliser des évaluations plus indépendantes de la fréquence ou qui discriminent plus la direction.
Avec au moins quatre capteurs dans les trois dimensions, on peut calculer directement la direction dans l'espace de l'intensité acoustique. Avec plus de capteurs, on obtient une reconstruction plus précise du champ sonore. Dans des applications de mesure de bruit, on a des dispositifs encore bien plus spectaculaires, avec des systèmes pouvant atteindre plusieurs dizaines de capteurs dont les résultats sont recoupés par ordinateur.

## Le décibel comme niveau d'intensité acoustique
Les acousticiens définissent le niveau d'intensité acoustique à partir du rapport de l'intensité acoustique du son que l’on étudie à une intensité acoustique de référence fixée à I0 = 1 × 10−12 W m−2 (un picowatt par mètre carré).
On indique le niveau en décibels, notés dB re 1 pW/m2 ou dB SIL, soit décibel Sound Intensity Level (niveau d'intensité acoustique) (CEI).
Les niveaux de référence de l'intensité acoustique et de la pression acoustique ont été fixés de sorte qu'en champ libre et pour des ondes planes, le niveau d'intensité soit égal au niveau de pression. On communique le résultat de la mesure de pression acoustique en dB SPL (ou dB re 20 µPa).

## Normes internationales
Les normes spécifient le sens des termes employés dans la communication technique. De nombreux pays exigent que les machines respectent des spécifications d'émission sonore. Si l'émission sonore peut intervenir dans des litiges et des disputes judiciaires, les méthodes d'évaluations doivent aussi être clairement définies. C'est l'utilité des normes internationales, auxquelles se joignent des systèmes de certification des individus et entreprises qui les mettent en œuvre.
- Commission électrotechnique internationale, IEC 60050 — Vocabulaire électrotechnique international, 2015 (lire en ligne) :
  - « 801-21-38 — intensité acoustique », sur electropedia.org
  - « 801-22-06 — niveau d'intensité acoustique », sur electropedia.org
- ISO 9614-1:1993 « Acoustique -- Détermination par intensimétrie des niveaux de puissance acoustique émis par les sources de bruit -- Partie 1: Mesurages par points »
- ISO 9614-2:1996 « Acoustique -- Détermination par intensimétrie des niveaux de puissance acoustique émis par les sources de bruit -- Partie 2: Mesurage par balayage »
- ISO 9614-3:2002 « Acoustique -- Détermination par intensimétrie des niveaux de puissance acoustique émis par les sources de bruit -- Partie 3: Méthode de précision pour mesurage par balayage »

## Compléments